# Coupe du monde de cyclisme sur piste 2016-2017
Navigation
Coupe du monde 2015-2016 Coupe du monde 2017-2018
La Coupe du monde de cyclisme sur piste 2016-2017 est une compétition organisée par l'UCI qui regroupe plusieurs épreuves de cyclisme sur piste. La saison débute le 4 novembre 2016 et se termine le 26 février 2017. Pour cette saison, quatre manches sont au programme,.
Chaque manche est constituée des dix épreuves olympiques disputées par les hommes et les femmes : keirin, vitesse individuelle, vitesse par équipes, poursuite par équipes et omnium. Des épreuves annexes peuvent être organisées sans être considérées comme des épreuves de Coupe du monde, mais comme des épreuves de classe 1 (C1).
Au classement par nations, la Grande-Bretagne est la tenante du titre.

## Calendrier
| Date                | Pays            | Ville       | Vélodrome                      |
| ------------------- | --------------- | ----------- | ------------------------------ |
| 4-6 novembre 2016   | Grande-Bretagne | Glasgow     | Emirates Arena                 |
| 11-13 novembre 2016 | Pays-Bas        | Apeldoorn   | Omnisport Apeldoorn            |
| 17-19 février 2017  | Colombie        | Cali        | Vélodrome Alcides Nieto Patiño |
| 25-26 février 2017  | États-Unis      | Los Angeles | VELO Sports Center             |

## Classement par nations

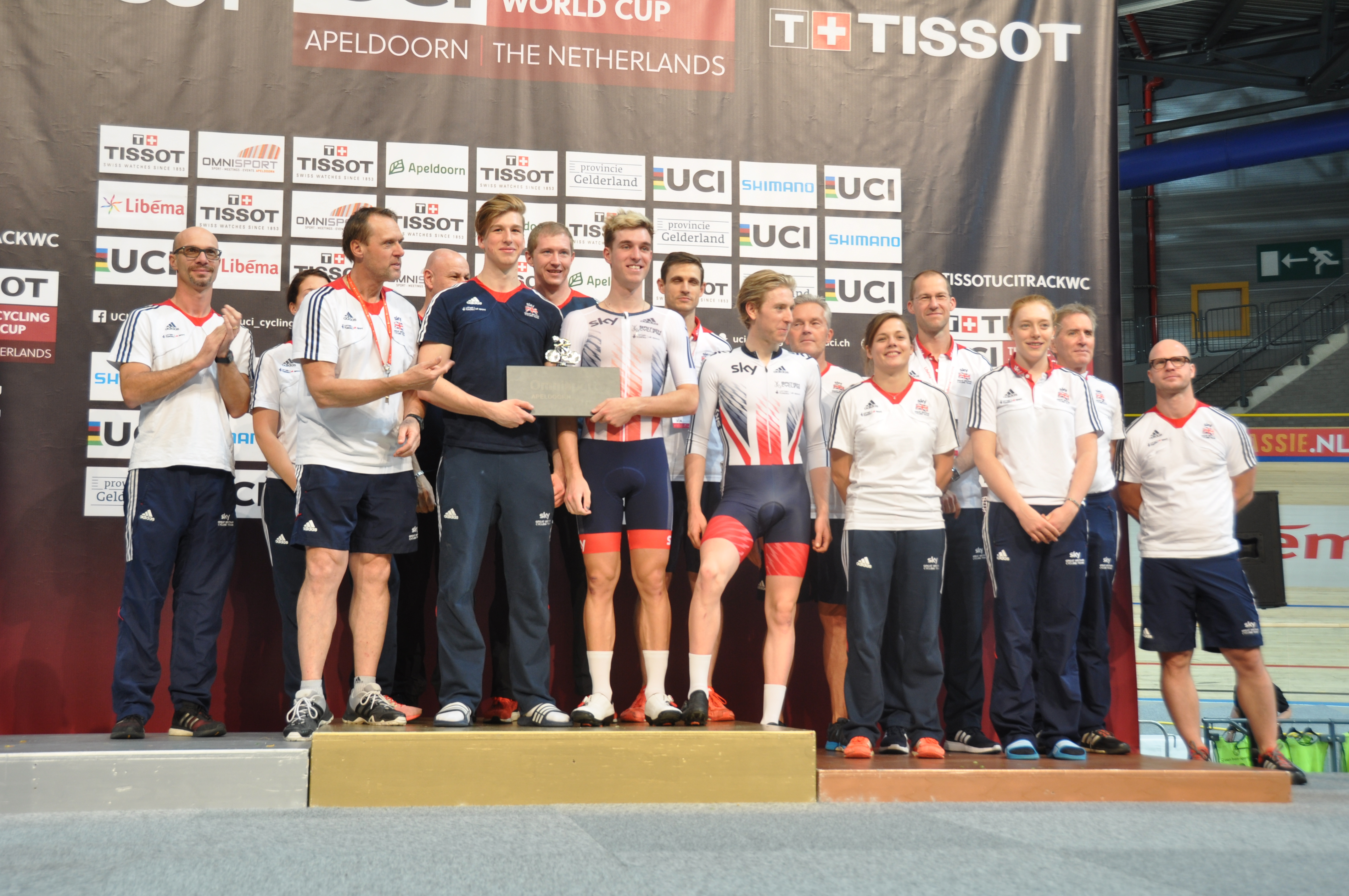
L'équipe de Grande-Bretagne, vainqueur de la manche d'Apeldoorn.

| Rang | Pays/Équipe     | Glasg 1 | Apel 2 | Cali 3 | LA 4   | Total   |
| ---- | --------------- | ------- | ------ | ------ | ------ | ------- |
| 1    | France          | 5680    | 4175   | 5032,5 | 4597,5 | 19485   |
| 2    | Russie          | 4550    | 3645   | 5045   | 3365   | 16605   |
| 3    | Pologne         | 4350    | 3322,5 | 4295   | 3491   | 15458,5 |
| 4    | Ukraine         | 4110    | 4040   | 2685   | 3860   | 14695   |
| 5    | Grande-Bretagne | 5800    | 5915   | 1730   | 1050   | 14495   |
| 6    | Allemagne       | 3522,5  | 3356   | 3935   | 3275   | 14088,5 |
| 7    | Italie          | 3675    | 3265   | 3960   | 2930   | 13830   |
| 8    | Espagne         | 3937,5  | 4737,5 | 3700   | 1443,5 | 13818,5 |
| 9    | Australie       | 3808,5  | 1923,5 | 4270   | 1865   | 11867   |
| 10   | Belgique        | 3360    | 3455   | 3955   | -      | 10770   |

## Hommes

### Kilomètre

#### Résultats
| Lieu | Vainqueur        | Deuxième            | Troisième   |
| ---- | ---------------- | ------------------- | ----------- |
| Cali | Krzysztof Maksel | Maximilian Dörnbach | Tomáš Bábek |

#### Classement
| Pos. | Coureur             | Cali | Pts |
| 1.   | Krzysztof Maksel    | 500  | 500 |
| 2.   | Maximilian Dörnbach | 450  | 450 |
| 3.   | Tomáš Bábek         | 400  | 400 |
| 4.   | Aleksandr Vasyukhno | 375  | 375 |
| 5.   | Jordan Castle       | 350  | 350 |
| 6.   | Benjamin Édelin     | 325  | 325 |
| 7.   | Diego Andrés Peña   | 300  | 300 |
| 8.   | Stefan Ritter       | 275  | 275 |
| 9.   | Roberto Serrano     | 250  | 250 |
| 10.  | José Moreno Sánchez | 225  | 225 |

### Keirin

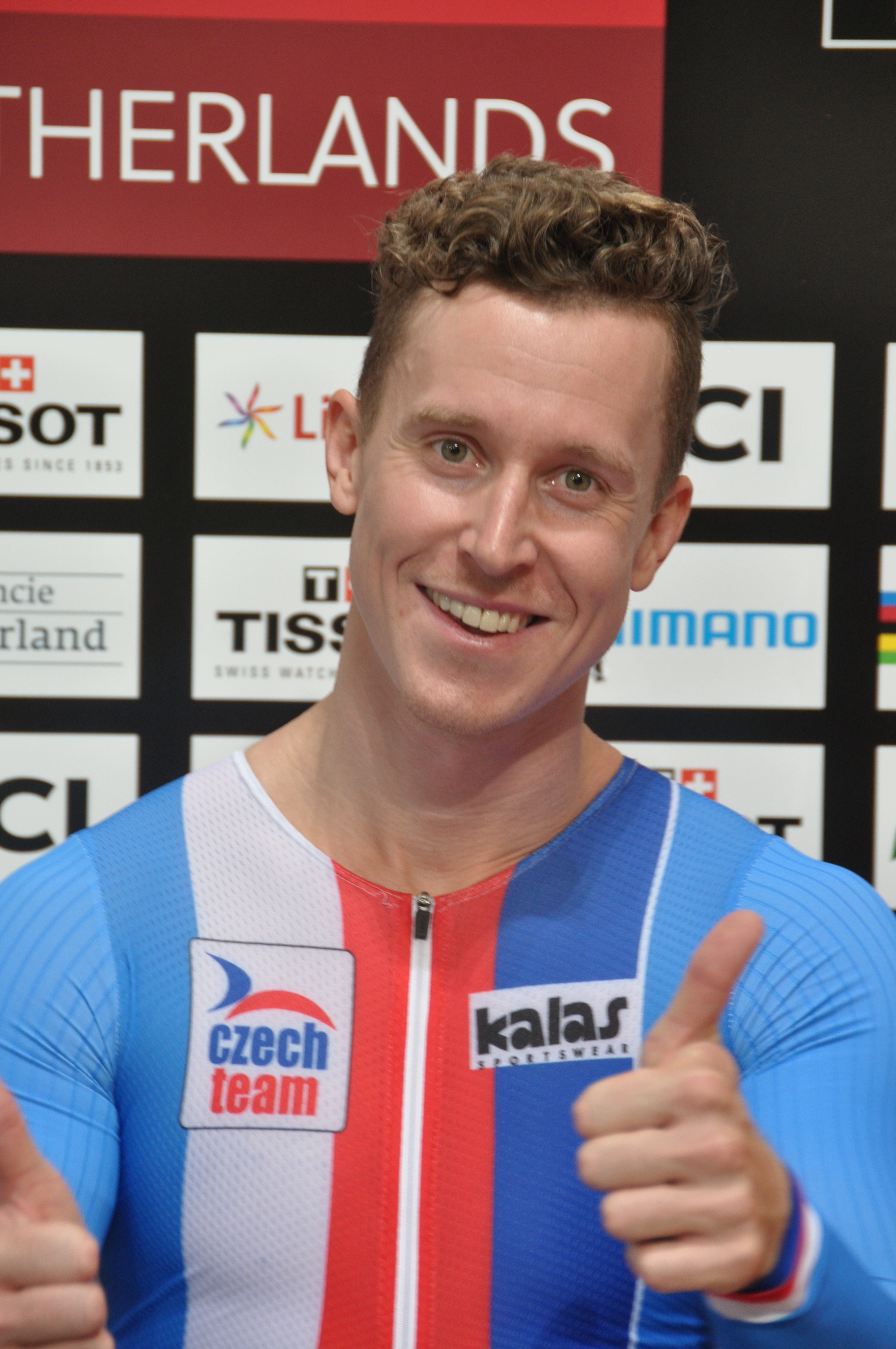
Tomáš Bábek, vainqueur du keirin, à Glasgow et Apeldoorn.

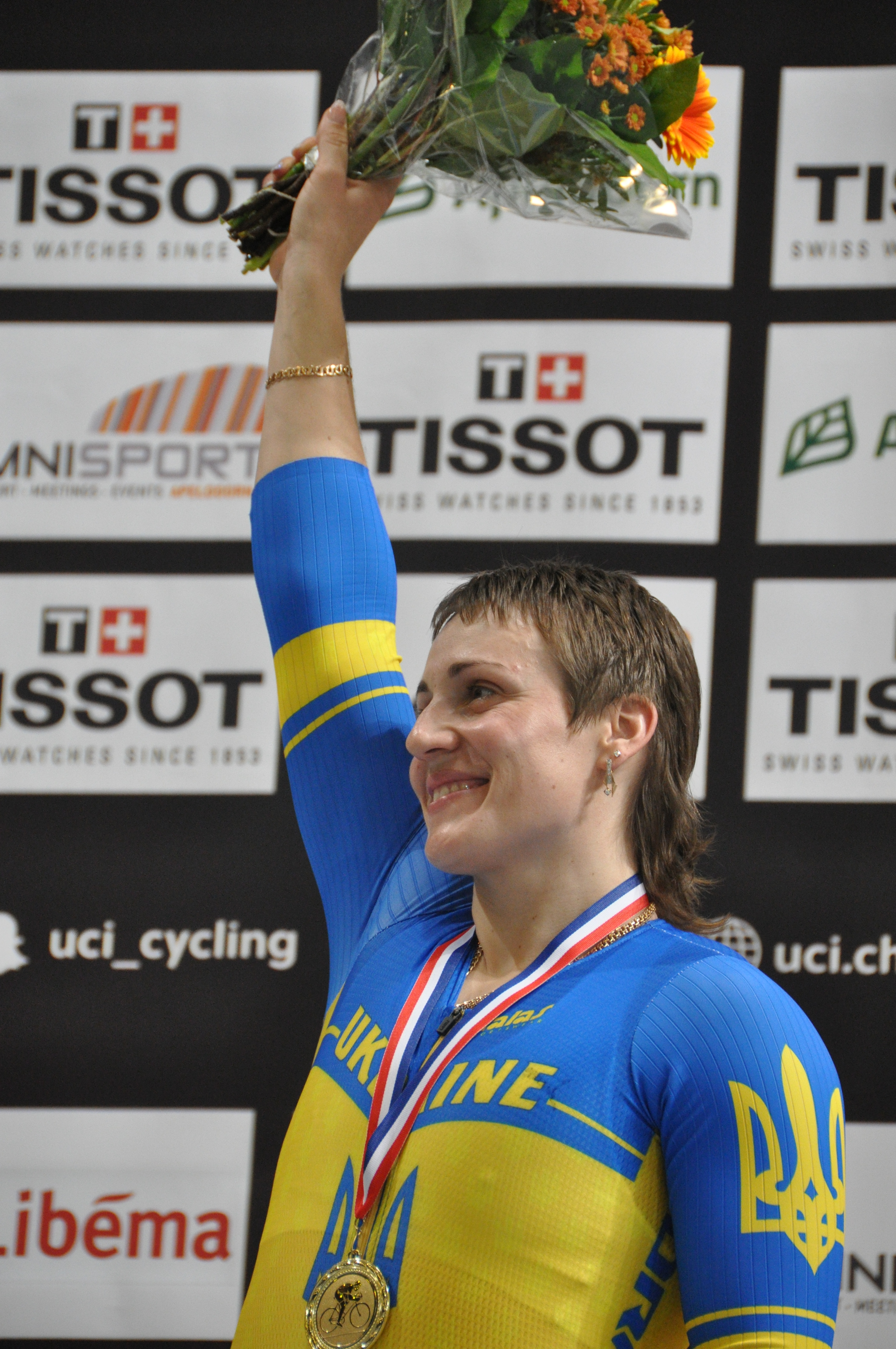
Lyubov Basova, vainqueur du keirin à Apeldoorn.

#### Résultats
| Lieu        | Vainqueur     | Deuxième         | Troisième                    |
| ----------- | ------------- | ---------------- | ---------------------------- |
| Glasgow     | Tomáš Bábek   | Vasilijus Lendel | Lewis Oliva                  |
| Apeldoorn   | Tomáš Bábek   | Andriy Vynokurov | Juan Peralta                 |
| Cali        | Fabián Puerta | François Pervis  | Tomáš Bábek                  |
| Los Angeles | Fabián Puerta | Hugo Barrette    | Muhammad Shah Firdaus Sahrom |

#### Classement
| Pos. | Coureur                      | Glasg | Apel | Cali | LA  | Pts  |
| 1.   | Tomáš Bábek                  | 500   | 500  | 400  |     | 1400 |
| 2.   | Vasilijus Lendel             | 450   | 350  | 300  | 275 | 1375 |
| 3.   | Andriy Vynokurov             | 300   | 450  | 275  | 300 | 1325 |
| 4.   | Muhammad Shah Firdaus Sahrom | 275   | 275  | 175  | 400 | 1125 |
| 5.   | Lewis Oliva                  | 400   | 325  | -    | 375 | 1100 |
| 6.   | Fabián Puerta                | -     | -    | 500  | 500 | 1000 |
| 7.   | Kwesi Browne                 | 175   | 120  | 350  | 205 | 850  |
| 8.   | François Pervis              | -     | -    | 450  | 350 | 800  |
| 9.   | Tomoyuki Kawabata            | 205   | 190  | 375  | -   | 770  |
| 10.  | Thomas Clarke                | 190   | 175  | 205  | 175 | 745  |

### Vitesse

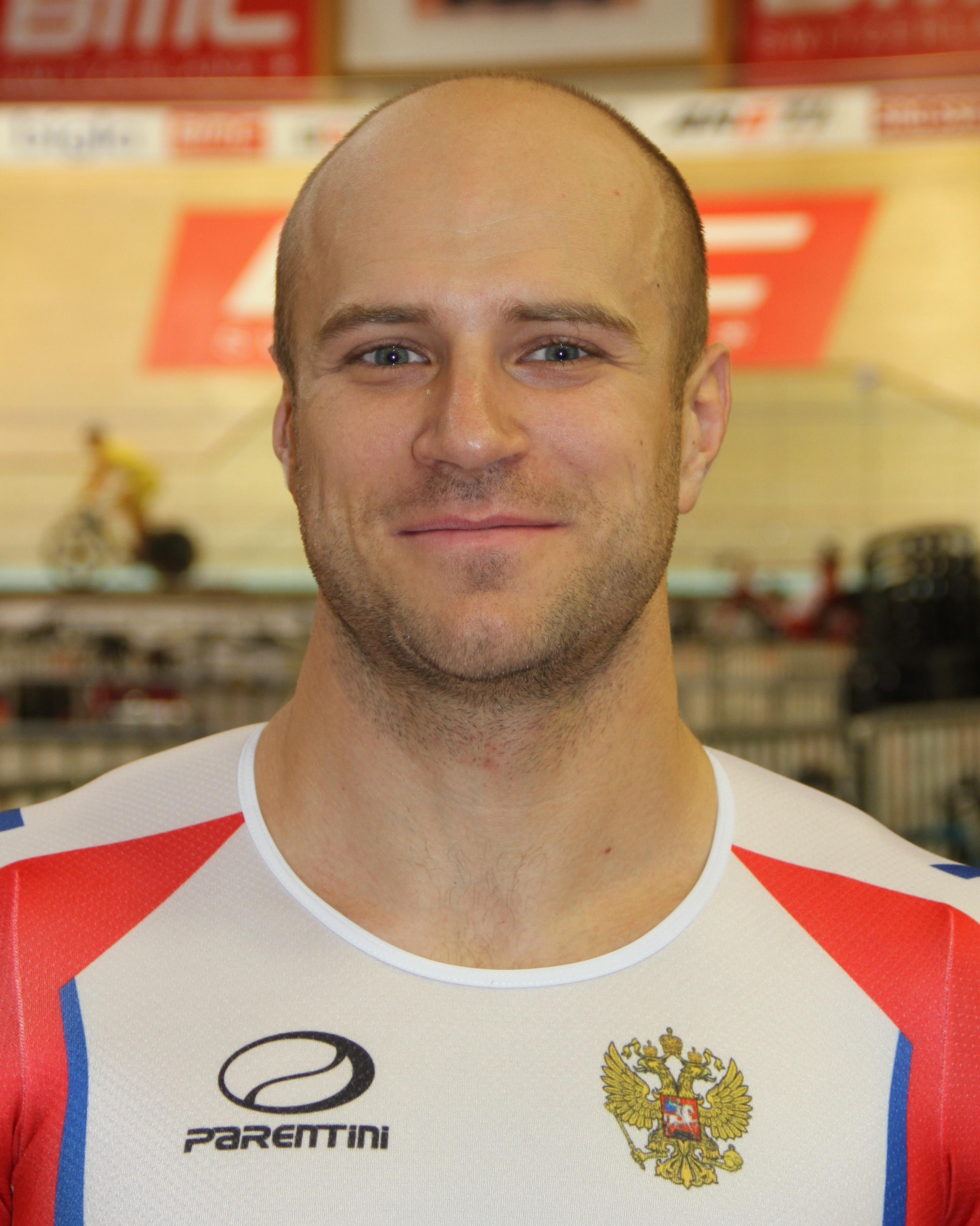
Denis Dmitriev, vainqueur des tournois de sprint à Cali et Los Angeles.

#### Résultats
| Lieu        | Vainqueur        | Deuxième           | Troisième          |
| ----------- | ---------------- | ------------------ | ------------------ |
| Glasgow     | Kamil Kuczyński  | Pavel Yakushevskiy | Andriy Vynokurov   |
| Apeldoorn   | Andriy Vynokurov | Kamil Kuczyński    | Sébastien Vigier   |
| Cali        | Denis Dmitriev   | Max Niederlag      | Pavel Yakushevskiy |
| Los Angeles | Denis Dmitriev   | Max Niederlag      | Sam Webster        |

#### Classement
| Pos. | Coureur            | Glasg | Apel | Cali | LA  | Pts  |
| 1.   | Andriy Vynokurov   | 400   | 500  | 300  | 325 | 1525 |
| 2.   | Kamil Kuczyński    | 500   | 450  | 250  | 275 | 1475 |
| 3.   | Pavel Yakushevskiy | 450   | 205  | 400  | 205 | 1260 |
| 4.   | Denis Dmitriev     | -     | -    | 500  | 500 | 1000 |
| 5.   | Max Niederlag      | -     | -    | 450  | 450 | 900  |
| 6.   | Vasilijus Lendel   | 250   | 250  | 175  | 160 | 835  |
| 7.   | Eric Engler        | 300   | 145  | 160  | 175 | 780  |
| 8.   | Sebastien Vigier   | -     | 400  | 375  | -   | 775  |
| 9.   | Mateusz Rudyk      | 300   | 120  | 275  | -   | 745  |
| 10.  | Ryan Owens         | 375   | 350  | -    | -   | 725  |

### Vitesse par équipes

#### Résultats
| Lieu        | Vainqueur                                                                 | Deuxième                                                          | Troisième                                                 |
| ----------- | ------------------------------------------------------------------------- | ----------------------------------------------------------------- | --------------------------------------------------------- |
| Glasgow     | Grande-Bretagne Jack Carlin Ryan Owens Joseph Truman                      | France Sébastien Vigier Benjamin Edelin Quentin Lafargue          | Pologne Maciej Bielecki Mateusz Rudyk Kamil Kuczyński     |
| Apeldoorn   | Grande-Bretagne Jack Carlin Ryan Owens Joseph Truman                      | France Sébastien Vigier Benjamin Edelin Quentin Lafargue          | Allemagne Robert Förstemann Eric Engler Tobias Wächter    |
| Cali        | Allemagne Robert Förstemann Max Niederlag Maximilian Dörnbach Eric Engler | Pologne Maciej Bielecki Mateusz Rudyk Michał Lewandowski          | Russie Pavel Yakushevskiy Kirill Samusenko Alexey Tkachev |
| Los Angeles | Nouvelle-Zélande Ethan Mitchell Sam Webster Edward Dawkins                | Allemagne Erik Balzer Max Niederlag Robert Förstemann Eric Engler | Pologne Maciej Bielecki Mateusz Rudyk Krzysztof Maksel    |

#### Classement
| Pos. | Équipe           | Glasg | Apel  | Cali  | LA    | Pts    |
| 1.   | Allemagne        | 562,5 | 600   | 750,0 | 675,0 | 2587,5 |
| 2.   | France           | 675,0 | 675,0 | 562,5 | 562,5 | 2475,0 |
| 3.   | Pologne          | 600,0 | 307,5 | 675,0 | 600,0 | 2182,5 |
| 4.   | Russie           | 525,0 | 525,0 | 600,0 | 525,0 | 2175,0 |
| 5.   | Espagne          | 487,5 | 562,5 | 525,0 | 307,5 | 1882,5 |
| 6.   | Biélorussie      | 375,0 | 487,5 | 337,5 | 487,5 | 1687,5 |
| 7.   | Grande-Bretagne  | 750,0 | 750,0 | -     | -     | 1500,0 |
| 8.   | Nouvelle-Zélande | 337,5 | 285,0 | -     | 750,0 | 1372,5 |
| 9.   | Tchéquie         | 450,0 | 412,5 | 487,5 | -     | 1350,0 |
| 10.  | Chine            | 412,5 | 375,0 | 450,0 | -     | 1237,5 |

### Poursuite individuelle

#### Résultats
| Lieu    | Vainqueur        | Deuxième            | Troisième      |
| ------- | ---------------- | ------------------- | -------------- |
| Glasgow | Sylvain Chavanel | Daniel Staniszewski | Dion Beukeboom |

#### Classement
| Pos. | Coureur             | Glasg | Pts |
| 1.   | Sylvain Chavanel    | 500   | 500 |
| 2.   | Daniel Staniszewski | 450   | 450 |
| 3.   | Dion Beukeboom      | 400   | 400 |
| 4.   | Leif Lampater       | 375   | 375 |
| 5.   | Artyom Zakharov     | 350   | 350 |
| 6.   | Jay Lamoureux       | 325   | 325 |
| 7.   | Andrew Tennant      | 300   | 300 |
| 8.   | Raman Tsishkou      | 275   | 275 |
| 9.   | Stefan Bissegger    | 250   | 250 |
| 10.  | Rohan Wight         | 225   | 225 |

### Poursuite par équipes

#### Résultats
| Lieu      | Vainqueur                                                                          | Deuxième                                                                          | Troisième                                                                |
| --------- | ---------------------------------------------------------------------------------- | --------------------------------------------------------------------------------- | ------------------------------------------------------------------------ |
| Glasgow   | Grande-Bretagne Mark Stewart Kian Emadi Andrew Tennant Oliver Wood Matthew Bostock | France Benjamin Thomas Sylvain Chavanel Corentin Ermenault Adrien Garel           | Canada Adam Jamieson Aidan Caves Jay Lamoureux Bayley Simpson Ed Veal    |
| Apeldoorn | Canada Adam Jamieson Aidan Caves Jay Lamoureux Bayley Simpson Ed Veal              | Belgique Moreno De Pauw Kenny De Ketele Robbe Ghys Gerben Thijssen Jonas Rickaert | France Benjamin Thomas Morgan Kneisky Louis Pijourlet Adrien Garel       |
| Cali      | Danemark Niklas Larsen Julius Johansen Frederik Madsen Casper Phillip Pedersen     | Lokosphinx Alexander Evtushenko Sergey Shilov Dmitriy Sokolov Mamyr Stash         | Russie Ievgueni Kovalev Vladislav Kulikov Alexey Kurbatov Andrey Sazanov |

#### Classement
| Pos. | Équipe          | Glasg | Apel | Cali | Pts  |
| 1.   | France          | 900   | 800  | 650  | 2350 |
| 2.   | Belgique        | 700   | 900  | 600  | 2200 |
| 3.   | Russie          | 550   | 650  | 800  | 2000 |
| 4.   | Pologne         | 650   | 750  | 500  | 1900 |
| 5.   | Suisse          | 750   | 380  | 750  | 1880 |
| 6.   | Canada          | 800   | 1000 | -    | 1800 |
| 7.   | Italie          | 600   | 600  | 550  | 1750 |
| 8.   | Grande-Bretagne | 1000  | 700  | -    | 1700 |
| 9.   | Chine           | 450   | 500  | 350  | 1300 |
| 10.  | Espagne         | 410   | 450  | 380  | 1240 |

### Scratch

#### Résultats
| Lieu        | Vainqueur        | Deuxième           | Troisième      |
| ----------- | ---------------- | ------------------ | -------------- |
| Apeldoorn   | Raman Ramanau    | Christopher Latham | Moreno De Pauw |
| Los Angeles | Yauheni Karaliok | Thomas Denis       | Thomas Sexton  |

#### Classement
| Pos. | Coureur              | Apel | LA  | Pts |
| 1.   | Yauheni Karaliok     | 325  | 500 | 825 |
| 2.   | Felix English        | 375  | 375 | 750 |
| 3.   | Raman Ramanau        | 500  | 120 | 620 |
| 4.   | Maksim Piskunov      | 350  | 175 | 525 |
| 5.   | Francesco Castegnaro | 190  | 300 | 490 |
| 6.   | Thomas Denis         | -    | 450 | 450 |
| 7.   | Christopher Latham   | 450  | -   | 450 |
| 8.   | Thomas Sexton        | -    | 400 | 400 |
| 9.   | Moreno De Pauw       | 400  | -   | 400 |
| 10.  | Krisztián Lovassy    | 110  | 275 | 385 |

### Course aux points

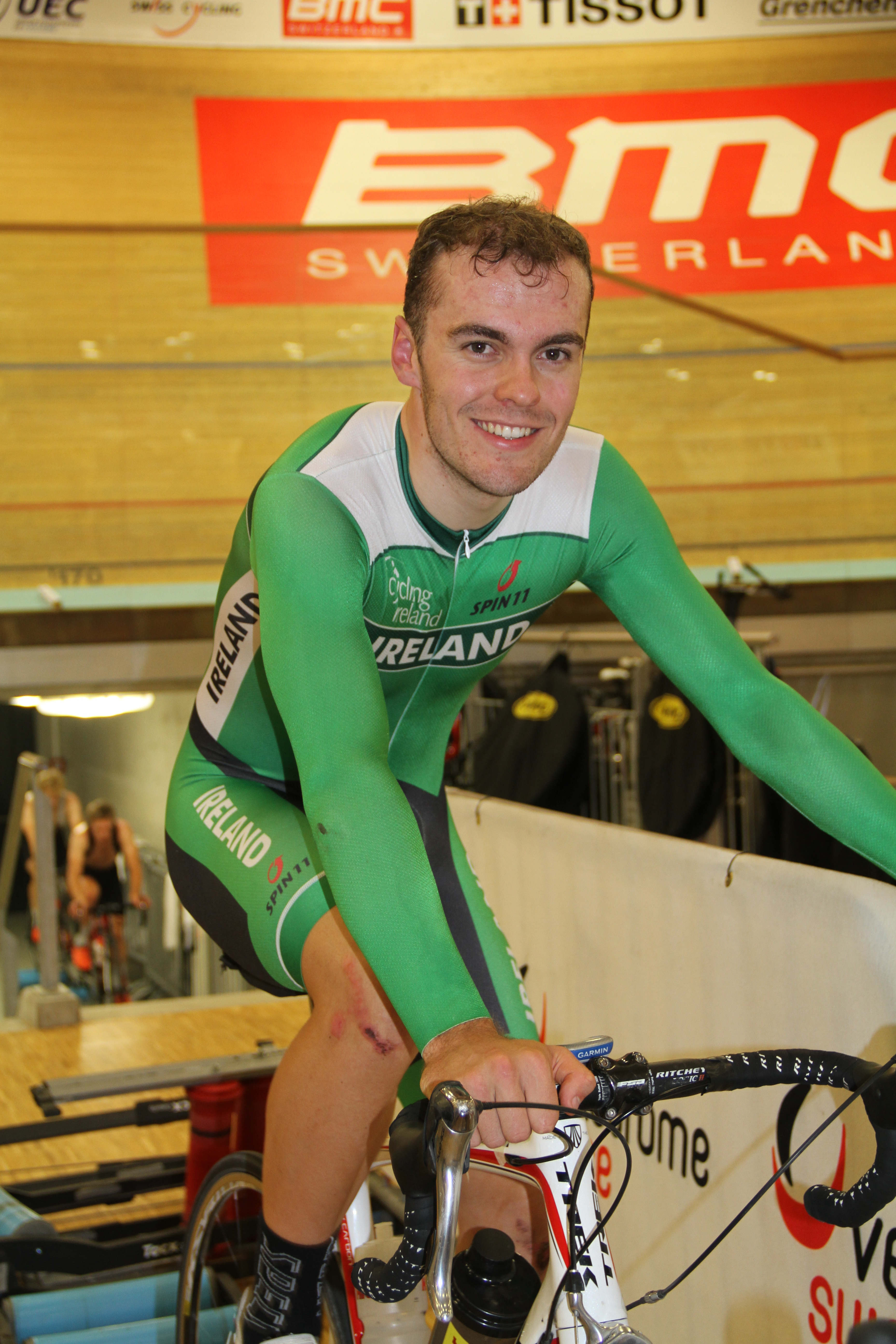
Mark Downey (ici en 2015), vainqueur des courses aux points à Apeldoorn et Cali.

#### Résultats
| Lieu      | Vainqueur     | Deuxième        | Troisième             |
| --------- | ------------- | --------------- | --------------------- |
| Glasgow   | Cameron Meyer | Benjamin Thomas | Samuel Harrison       |
| Apeldoorn | Mark Downey   | Morgan Kneisky  | Sultanmurat Miraliyev |
| Cali      | Mark Downey   | Niklas Larsen   | Robbe Ghys            |

#### Classement
| Pos. | Coureur               | Glasg | Apel | Cali | Pts  |
| 1.   | Mark Downey           | -     | 500  | 500  | 1000 |
| 2.   | Eloy Teruel           | 275   | 325  | 375  | 975  |
| 3.   | Kenny De Ketele       | 350   | 350  | -    | 700  |
| 4.   | Raman Ramanau         | 190   | 275  | 225  | 690  |
| 5.   | Sultanmurat Miraliyev | 250   | 400  | -    | 650  |
| 6.   | Sam Harrison          | 400   | 205  | -    | 605  |
| 7.   | Vitaliy Hryniv        | 225   | 375  | -    | 600  |
| 8.   | Lucas Liß             | 300   | 225  | -    | 525  |
| 9.   | Adam Jamieson         | 205   | 300  | -    | 505  |
| 10.  | Cameron Meyer         | 500   | -    | -    | 500  |

### Course à l'américaine

#### Résultats
| Lieu        | Vainqueur                                 | Deuxième                                         | Troisième                                       |
| ----------- | ----------------------------------------- | ------------------------------------------------ | ----------------------------------------------- |
| Glasgow     | Espagne Sebastián Mora Albert Torres      | Australie Cameron Meyer Callum Scotson           | Belgique Kenny De Ketele Moreno De Pauw         |
| Apeldoorn   | Belgique Robbe Ghys Kenny De Ketele       | Italie Francesco Lamon Simone Consonni           | Grande-Bretagne Mark Stewart Oliver Wood        |
| Cali        | Danemark Casper von Folsach Niklas Larsen | Irlande Felix English Mark Downey                | Russie Andrey Sazanov Viktor Manakov            |
| Los Angeles | Irlande Felix English Mark Downey         | Danemark Julius Johansen Casper Phillip Pedersen | Nouvelle-Zélande Campbell Stewart Thomas Sexton |

#### Classement
| Pos. | Équipe   | Glasg | Apel | Cali | LA  | Pts  |
| 1.   | Italie   | 375   | 450  | 350  | 190 | 1365 |
| 2.   | Suisse   | 300   | 375  | 250  | 375 | 1300 |
| 3.   | France   | 350   | 325  | 300  | 325 | 1300 |
| 4.   | Belgique | 400   | 500  | 375  | -   | 1275 |
| 5.   | Irlande  | -     | 300  | 450  | 500 | 1250 |
| 6.   | Pologne  | 325   | 350  | 275  | 300 | 1250 |
| 7.   | Russie   | 250   | 175  | 400  | 205 | 1030 |
| 8.   | Danemark | -     | -    | 500  | 450 | 950  |
| 9.   | Ukraine  | 190   | 250  | 225  | 275 | 940  |
| 10.  | Espagne  | 500   | -    | 205  | 225 | 675  |

### Omnium

#### Résultats
| Lieu        | Vainqueur     | Deuxième          | Troisième          |
| ----------- | ------------- | ----------------- | ------------------ |
| Apeldoorn   | Szymon Sajnok | Albert Torres     | Benjamin Thomas    |
| Cali        | Sam Welsford  | Lindsay De Vylder | Casper von Folsach |
| Los Angeles | Szymon Sajnok | Campbell Stewart  | Park Sang-hoon     |

#### Classement
| Pos. | Coureur            | Apel | Cali | LA  | Pts  |
| 1.   | Szymon Sajnok      | 500  | 325  | 500 | 1325 |
| 2.   | Morgan Kneisky     | -    | 300  | 350 | 650  |
| 3.   | Christopher Latham | 350  | -    | 350 | 650  |
| 4.   | Park Sang-hoon     | -    | 205  | 400 | 605  |
| 5.   | Sam Welsford       | -    | 500  | -   | 500  |
| 6.   | Sergey Rostovtsev  | 175  | -    | 325 | 500  |
| 7.   | Liu Hao            | 190  | 175  | 130 | 495  |
| 8.   | Roman Gladysh      | 160  | 130  | 175 | 465  |
| 9.   | Campbell Stewart   | -    | –    | 450 | 450  |
| 10.  | Lindsay De Vylder  | -    | 450  | -   | 450  |

### Épreuves C1
Cette épreuve est disputée dans le cadre des manches de la Coupe du monde, mais aucun point n'est attribué.
Scratch
| Lieu    | Vainqueur  | Deuxième        | Troisième    |
| ------- | ---------- | --------------- | ------------ |
| Glasgow | Robbe Ghys | Maksim Piskunov | Ivo Oliveira |

## Femmes

### 500 mètres

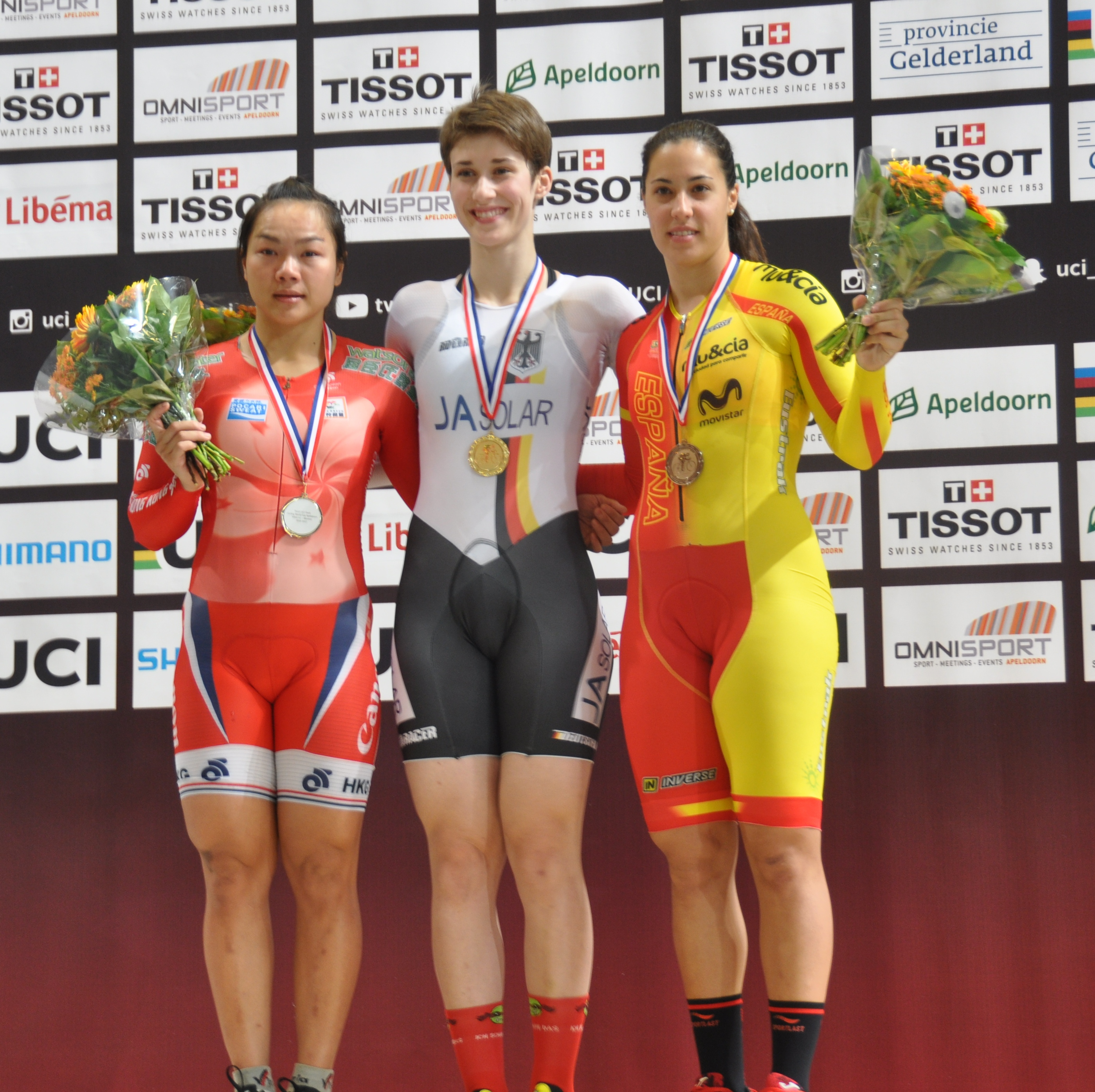
Podium du 500 mètres contre-la-montre à Apeldoorn (de gauche à droite) : Lee Wai-sze, Pauline Grabosch et Tania Calvo

#### Résultats
| Lieu      | Vainqueur        | Deuxième    | Troisième   |
| --------- | ---------------- | ----------- | ----------- |
| Apeldoorn | Pauline Grabosch | Lee Wai-sze | Tania Calvo |

#### Classement
| Pos. | Coureuse         | Apel | Pts |
| 1.   | Pauline Grabosch | 500  | 500 |
| 2.   | Lee Wai-sze      | 450  | 450 |
| 3.   | Tania Calvo      | 400  | 400 |
| 4.   | Kyra Lamberink   | 375  | 375 |
| 5.   | Olena Starikova  | 350  | 350 |
| 6.   | Han Jun          | 325  | 325 |
| 7.   | Katy Marchant    | 300  | 300 |
| 8.   | Natalia Antonova | 275  | 275 |
| 9.   | Miriam Vece      | 250  | 250 |
| 10.  | Kayono Maeda     | 225  | 225 |

### Keirin

#### Résultats
| Lieu        | Vainqueur          | Deuxième         | Troisième        |
| ----------- | ------------------ | ---------------- | ---------------- |
| Glasgow     | Simona Krupeckaite | Lyubov Basova    | Courtney Field   |
| Apeldoorn   | Lyubov Basova      | Nicky Degrendele | Wai Sze Lee      |
| Cali        | Kristina Vogel     | Martha Bayona    | Nicky Degrendele |
| Los Angeles | Kristina Vogel     | Martha Bayona    | Natasha Hansen   |

#### Classement
| Pos. | Coureuse           | Glasg | Apel | Cali | LA  | Pts  |
| 1.   | Lyubov Basova      | 450   | 500  | -    | 375 | 1325 |
| 2.   | Nicky Degrendele   | 375   | 450  | 400  | -   | 1225 |
| 3.   | Liu Lili           | 190   | 350  | 375  | 175 | 1090 |
| 4.   | Tatiana Kiseleva   | 350   | 225  | 145  | 300 | 1020 |
| 5.   | Kristina Vogel     | -     | -    | 500  | 500 | 1000 |
| 6.   | Martha Bayona      | -     | -    | 450  | 450 | 900  |
| 7.   | Simona Krupeckaitė | 500   | -    | -    | 325 | 825  |
| 8.   | Mathilde Gros      | -     | -    | 350  | 275 | 625  |
| 9.   | Wang Tzu-chun      | 275   | 175  | -    | 145 | 595  |
| 10.  | Courtney Field     | 400   | 190  | -    | -   | 590  |

### Vitesse

#### Résultats
| Lieu        | Vainqueur          | Deuxième           | Troisième           |
| ----------- | ------------------ | ------------------ | ------------------- |
| Glasgow     | Simona Krupeckaite | Lyubov Basova      | Tania Calvo         |
| Apeldoorn   | Wai Sze Lee        | Tania Calvo        | Laurine van Riessen |
| Cali        | Kristina Vogel     | Anastasiia Voinova | Daria Shmeleva      |
| Los Angeles | Kristina Vogel     | Lyubov Basova      | Anastasiia Voinova  |

#### Classement
| Pos. | Coureuse           | Glasg | Apel | Cali | LA  | Pts  |
| 1.   | Olena Starikova    | 190   | 375  | 225  | 375 | 1165 |
| 2.   | Tania Calvo        | 400   | 450  | 300  | -   | 1150 |
| 3.   | Kristina Vogel     | -     | -    | 500  | 500 | 1000 |
| 4.   | Han Jun            | 300   | 145  | 275  | 275 | 995  |
| 5.   | Miglė Marozaitė    | 325   | 205  | 325  | 120 | 975  |
| 6.   | Lyubov Basova      | 450   | -    | -    | 450 | 900  |
| 7.   | Anastasiia Voinova | -     | -    | 450  | 400 | 850  |
| 8.   | Liu Lili           | 175   | 225  | 205  | 225 | 830  |
| 9.   | Nicky Degrendele   | 375   | 175  | 190  | -   | 740  |
| 10.  | Emma Hinze         | -     | -    | 375  | 325 | 700  |

### Vitesse par équipes

#### Résultats
| Lieu        | Vainqueur                                         | Deuxième                                          | Troisième                                |
| ----------- | ------------------------------------------------- | ------------------------------------------------- | ---------------------------------------- |
| Glasgow     | Espagne Tania Calvo Helena Casas                  | Chine Han Jun Liu Lili                            | Russie Natalia Antonova Tatiana Kiseleva |
| Apeldoorn   | Espagne Tania Calvo Helena Casas                  | Pays-Bas Kyra Lamberink Shanne Braspennincx       | Chine Han Jun Liu Lili                   |
| Cali        | Allemagne Kristina Vogel Miriam Welte             | Gazprom-RusVelo Daria Shmeleva Anastasiia Voinova | Espagne Tania Calvo Helena Casas         |
| Los Angeles | Gazprom-RusVelo Daria Shmeleva Anastasiia Voinova | Canada Amelia Walsh Kate O’Brien                  | Corée du Sud Lee Hye-jin Kim Won-gyeong  |

#### Classement
| Pos. | Équipe          | Glasg | Apel | Cali | LA  | Pts  |
| 1.   | Espagne         | 500   | 500  | 400  | 190 | 1590 |
| 2.   | Chine           | 450   | 400  | 275  | 350 | 1475 |
| 3.   | Italie          | 300   | 250  | 225  | 250 | 1025 |
| 4.   | Gazprom-RusVelo | -     | -    | 450  | 500 | 950  |
| 5.   | États-Unis      | 350   | 300  | -    | 225 | 875  |
| 6.   | Allemagne       | -     | -    | 500  | 300 | 800  |
| 7.   | Russie          | 400   | 375  | -    | -   | 775  |
| 8.   | Canada          | -     | -    | 300  | 450 | 750  |
| 9.   | Colombie        | -     | -    | 350  | 375 | 725  |
| 10.  | Australie       | 375   | 325  | -    | -   | 600  |

### Poursuite individuelle

#### Résultats
| Lieu        | Vainqueur    | Deuxième          | Troisième     |
| ----------- | ------------ | ----------------- | ------------- |
| Los Angeles | Chloe Dygert | Ashlee Ankudinoff | Jaime Nielsen |

#### Classement
| Pos. | Équipe               | LA  | Pts |
| 1.   | Chloe Dygert         | 500 | 500 |
| 2.   | Ashlee Ankudinoff    | 450 | 450 |
| 3.   | Jaime Nielsen        | 400 | 400 |
| 4.   | Justyna Kaczkowska   | 375 | 375 |
| 5.   | Tatsiana Sharakova   | 350 | 350 |
| 6.   | Francesca Pattaro    | 325 | 325 |
| 7.   | Marion Borras        | 300 | 300 |
| 8.   | Annie Foreman-Mackey | 275 | 275 |
| 9.   | Pia Pensaari         | 250 | 250 |
| 10.  | Anna Turvey          | 225 | 225 |

### Poursuite par équipes

#### Résultats
| Lieu        | Vainqueur                                                                           | Deuxième                                                                          | Troisième                                                          |
| ----------- | ----------------------------------------------------------------------------------- | --------------------------------------------------------------------------------- | ------------------------------------------------------------------ |
| Glasgow     | Grande-Bretagne Emily Kay Eleanor Dickinson Manon Lloyd Emily Nelson Dannielle Khan | Italie Simona Frapporti Elisa Balsamo Maria Giulia Confalonieri Francesca Pattaro | France Roxane Fournier Laurie Berthon Elise Delzenne Coralie Demay |
| Cali        | Australie Amy Cure Ashlee Ankudinoff Alexandra Manly Rebecca Wiasak                 | Italie Beatrice Bartelloni Simona Frapporti Francesca Pattaro Silvia Valsecchi    | Canada Stephanie Roorda Ariane Bonhomme Laura Brown Kinley Gibson  |
| Los Angeles | États-Unis Kelly Catlin Chloe Dygert Jennifer Valente Kimberly Geist                | Nouvelle-Zélande Rushlee Buchanan Michaela Drummond Jaime Nielsen Racquel Sheath  | Canada Laura Brown Jasmin Duehring Annie Foreman-Mackey Kirsti Lay |

#### Classement
| Pos. | Équipe           | Glasg | Cali | LA  | Pts  |
| 1.   | Italie           | 900   | 900  | 750 | 2550 |
| 2.   | France           | 800   | 750  | 700 | 2250 |
| 3.   | Pologne          | 750   | 600  | 650 | 200  |
| 4.   | Grande-Bretagne  | 1000  | 700  | -   | 1700 |
| 5.   | Canada           | -     | 800  | 800 | 1600 |
| 6.   | Nouvelle-Zélande | -     | 650  | 900 | 1550 |
| 7.   | Ukraine          | 550   | 410  | 550 | 1510 |
| 8.   | Russie           | 380   | 380  | 600 | 1360 |
| 9.   | Japon            | 500   | 350  | 500 | 1350 |
| 10.  | Chine            | 700   | 450  | -   | 1150 |

### Scratch

#### Résultats
| Lieu        | Vainqueur          | Deuxième          | Troisième         |
| ----------- | ------------------ | ----------------- | ----------------- |
| Glasgow     | Élise Delzenne     | Minami Uwano      | Evgenia Romanyuta |
| Cali        | Sarah Hammer       | Evgenia Romanyuta | Lydia Gurley      |
| Los Angeles | Tetyana Klimchenko | Jasmin Duehring   | Elinor Barker     |

#### Classement
| Pos. | Coureuse           | Glasg | Cali | LA  | Pts |
| 1.   | Evgenia Romanyuta  | 400   | 450  |     | 850 |
| 2.   | Tetyana Klimchenko | -     | 325  | 500 | 825 |
| 3.   | Lydia Gurley       | 375   | 400  |     | 775 |
| 4.   | Élise Delzenne     | 500   | -    | 225 | 725 |
| 5.   | Rachele Barbieri   | -     | 350  | 375 | 725 |
| 6.   | Laura Basso        | 190   | 160  | 275 | 625 |
| 7.   | Sarah Hammer       | -     | 500  |     | 500 |
| 8.   | Nao Suzuki         | -     | 120  | 350 | 470 |
| 9.   | Jasmin Duehring    | -     | -    | 450 | 450 |
| 10.  | Minami Uwano       | 450   | -    |     | 450 |

### Course aux points

#### Résultats
| Lieu      | Vainqueur     | Deuxième     | Troisième         |
| --------- | ------------- | ------------ | ----------------- |
| Apeldoorn | Elinor Barker | Minami Uwano | Jarmila Machacova |
| Cali      | Amy Cure      | Sarah Hammer | Simona Frapporti  |

#### Classement
| Pos. | Coureuse          | Apel | Cali | Pts |
| 1.   | Jarmila Machačová | 400  | 225  | 625 |
| 2.   | Lotte Kopecky     | 160  | 350  | 510 |
| 3.   | Amy Cure          | -    | 500  | 500 |
| 4.   | Elinor Barker     | 500  | -    | 500 |
| 5.   | Sarah Hammer      | -    | 450  | 450 |
| 6.   | Minami Uwano      | 450  |      | 450 |
| 7.   | Lydia Gurley      | 325  | 90   | 415 |
| 8.   | Simona Frapporti  | -    | 400  | 400 |
| 9.   | Neah Evans        | -    | 375  | 375 |
| 10.  | Emily Nelson      | 375  |      | 375 |

### Course à l'américaine

#### Résultats
| Lieu        | Vainqueur                                   | Deuxième                                          | Troisième                                         |
| ----------- | ------------------------------------------- | ------------------------------------------------- | ------------------------------------------------- |
| Glasgow     | Grande-Bretagne Manon Lloyd Katie Archibald | France Laurie Berthon Coralie Demay               | Russie Maria Averina Diana Klimova                |
| Los Angeles | Australie Amy Cure Alexandra Manly          | Nouvelle-Zélande Michaela Drummond Racquel Sheath | Italie Rachele Barbieri Maria Giulia Confalonieri |

#### Classement
| Pos. | Équipe           | Glasg | LA  | Pts |
| 1.   | Grande-Bretagne  | 500   | 350 | 850 |
| 2.   | France           | 450   | 375 | 825 |
| 3.   | Australie        | 250   | 500 | 750 |
| 4.   | Russie           | 400   | 325 | 725 |
| 5.   | Italie           | 300   | 400 | 700 |
| 6.   | Ukraine          | 375   | 250 | 625 |
| 7.   | Nouvelle-Zélande | -     | 450 | 450 |
| 8.   | États-Unis       | 225   | 225 | 450 |
| 9.   | Tchéquie         | 350   | -   | 350 |
| 10.  | Irlande          | 325   | -   | 325 |

### Omnium

#### Résultats
| Lieu      | Vainqueur     | Deuxième      | Troisième          |
| --------- | ------------- | ------------- | ------------------ |
| Glasgow   | Emily Kay     | Lotte Kopecky | Tatsiana Sharakova |
| Apeldoorn | Kirsten Wild  | Emily Kay     | Rachele Barbieri   |
| Cali      | Lotte Kopecky | Emily Nelson  | Rachele Barbieri   |

#### Classement
| Pos. | Coureuse           | Glasg | Apel | Cali | Pts  |
| 1.   | Lotte Kopecky      | 450   | 375  | 500  | 1325 |
| 2.   | Emily Kay          | 500   | 450  | -    | 950  |
| 3.   | Tatsiana Sharakova | 400   | 300  | 190  | 890  |
| 4.   | Rachele Barbieri   | -     | 400  | 400  | 800  |
| 5.   | Anita Stenberg     | 250   | 275  | 205  | 730  |
| 6.   | Lydia Boylan       | 145   | 250  | 325  | 720  |
| 7.   | Luo Xiaoling       | 160   | 350  | 110  | 620  |
| 8.   | Yumi Kajihara      | 375   | 190  | -    | 565  |
| 9.   | Tetyana Klimchenko | 205   | 175  | 130  | 510  |
| 10.  | Alexandra Manly    | 300   | 205  | -    | 505  |

### Épreuves C1
Cette épreuve est disputée dans le cadre des manches de la Coupe du monde, mais aucun point n'est attribué.
Poursuite individuelle
| Lieu    | Vainqueur          | Deuxième       | Troisième          |
| ------- | ------------------ | -------------- | ------------------ |
| Glasgow | Justyna Kaczkowska | Elise Delzenne | Tatsiana Sharakova |

## Tableau des médailles
| Rang  | Nation             | Or | Argent | Bronze | Total |
| ----- | ------------------ | -- | ------ | ------ | ----- |
| 1     | Allemagne          | 7  | 4      | 1      | 12    |
| 2     | Grande-Bretagne    | 7  | 3      | 2      | 12    |
| 3     | Australie          | 5  | 2      | 1      | 8     |
| 4     | Pologne            | 4  | 3      | 2      | 9     |
| 5     | Ukraine            | 3  | 4      | 1      | 8     |
| 6     | Espagne            | 3  | 2      | 4      | 9     |
| 7     | Irlande            | 3  | 1      | 1      | 5     |
| 8     | États-Unis         | 3  | 1      | 0      | 4     |
| 9     | France             | 2  | 8      | 4      | 14    |
| 10    | Belgique           | 2  | 4      | 4      | 10    |
| 11    | Gazprom-RusVelo    | 2  | 2      | 2      | 6     |
| 12    | Danemark           | 2  | 2      | 1      | 5     |
| 13    | Colombie           | 2  | 2      | 0      | 4     |
| 14    | Lituanie           | 2  | 1      | 0      | 3     |
| 15    | Tchéquie           | 2  | 0      | 3      | 5     |
| 16    | Nouvelle-Zélande   | 1  | 3      | 5      | 9     |
| 17    | Canada             | 1  | 3      | 3      | 7     |
| 18    | Russie             | 1  | 2      | 7      | 10    |
| 19    | Pays-Bas           | 1  | 1      | 2      | 4     |
| 20    | Hong Kong          | 1  | 1      | 1      | 3     |
| 21    | Biélorussie        | 1  | 0      | 1      | 2     |
| 22    | Minsk Cycling Club | 1  | 0      | 0      | 1     |
| 23    | Italie             | 0  | 3      | 4      | 7     |
| 24    | Japon              | 0  | 2      | 0      | 2     |
| 25    | Chine              | 0  | 1      | 1      | 2     |
| 26    | Lokosphinx         | 0  | 1      | 0      | 1     |
| 27    | Corée du Sud       | 0  | 0      | 2      | 2     |
| 27    | Team USN           | 0  | 0      | 2      | 2     |
| 29    | Isn Track Team     | 0  | 0      | 1      | 1     |
| 29    | Kazakhstan         | 0  | 0      | 1      | 1     |
| Total | Total              | 56 | 56     | 56     | 168,  |